# كيليان لارسون
كيليان لارسون (بالإنجليزية: Killian Larson)‏ مواليد 21 فبراير 1991 في بويالوب، هو لاعب كرة سلة أمريكي. بدأ مسيرته الاحترافية في سنة 2014. يلعب في الدوري الفرنسي لكرة السلة الدرجة الثانية كلاعب وسط. يحمل الرقم 12. يبلغ طوله 6 قدم 9 بوصة (2.1 م).

## روابط خارجية
- كيليان لارسون على موقع كرة السلة الأوروبية.كوم (الإنجليزية)
- كيليان لارسون على موقع كلية كرة السلة في سبورتس رفرنس.كوم (الإنجليزية)
- كيليان لارسون على موقع ريلجم (الإنجليزية)
- كيليان لارسون على موقع بروبوليرز (الإنجليزية)